# The Quill (programvara)

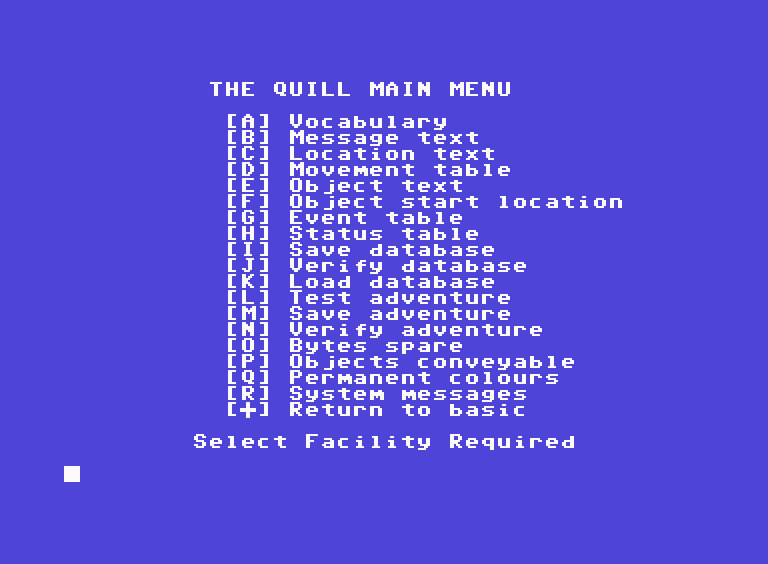
Commodore 64

The Quill, verktyg för att skapa äventyrsspel framtaget av Gilsoft 1983. The Quill var det första programmet i sitt slag för hemdatorer och fick stor spridning, så väl hemmafixare som kommersiella spelutvecklare använde programmet; som exempel kan Delta 4, Melbourne House och CRL nämnas. Programmet fanns för systemen ZX Spectrum, Amstrad CPC, Oric Atmos, Sinclair QL, BBC Micro och Commodore 64.